# Trachagathis pengellyella
Trachagathis pengellyella är en stekelart som beskrevs av Michael J. Sharkey 2006. Trachagathis pengellyella ingår i släktet Trachagathis och familjen bracksteklar. Inga underarter finns listade i Catalogue of Life.